# Борец обманчивый
Боре́ц обма́нчивый, или Борец изогнутоклю́вый (лат. Aconitum decipiens) — травянистое растение семейства Лютиковые (Ranunculaceae), вид рода Борец (Aconitum).

## Распространение и экология
Родина — Сибирь, Монголия. На Алтае встречается юго-западнее Горно-Алтайска и на горе Шебалихе, в кедровом лесу и в верховье реки Арыгем, притоке Карагора.
Растёт на альпийских и субальпийских лугах, замшелых скалах.

## Ботаническое описание
Клубни короткие, 10—15 мм длиной и 5 мм толщиной, сросшиеся в цепочку. Стебли 30—60(90) см высотой, прямые, в нижней части голые, в соцветии с рассеянными короткими простыми волосками или голые.
Пластинки листьев 7—13 см шириной, сверху волосистые, почти до основания пальчато-черырёх- или пятираздельные на ромбические, в верхней части надрезанно-зубчатые доли, к основанию клиновидно суженные. Нижние листья на длинных (10—20 см) черешках, в период цветения увядающие; средние и верхние постепенно на более коротких черешках.
Кисть простая, 5—14(25) см длиной. Цветоножки волосистые. Цветки фиолетово-синие, снаружи голые. Шлем выпукло-округлый, снизу почти полого срезанный, носик длинный, 5— 7 мм длиной, горизонтально оттянутый. Нектарники с коротким загнутым шпорцем и вздутой пластинкой, 3—4 мм шириной. Тычинки голые.
Листовок три, голых.

## Таксономия
Вид Борец обманчивый входит в род Борец (Aconitum) трибы Живокостные (Delphinieae) подсемейства Лютиковые (Ranunculoideae) семейства Лютиковые (Ranunculaceae) порядка Лютикоцветные (Ranunculales).
|  |                       |  |                                               |                                               |                                         |  | ещё четыре подсемейства (согласно Системе APG II) | ещё четыре подсемейства (согласно Системе APG II) |                                           |  |  |  | ещё 2 рода              | ещё 2 рода           |  |  |
|  |                       |  |                                               |                                               |                                         |  | ещё четыре подсемейства (согласно Системе APG II) | ещё четыре подсемейства (согласно Системе APG II) |                                           |  |  |  | ещё 2 рода              | ещё 2 рода           |  |  |
|  |                       |  |                                               | семейство Лютиковые                           |                                         |  |                                                   |                                                   | триба Живокостные                         |  |  |  |                         | вид Борец обманчивый |  |  |
|  |                       |  |                                               | семейство Лютиковые                           |                                         |  |                                                   |                                                   | триба Живокостные                         |  |  |  |                         | вид Борец обманчивый |  |  |
|  | порядок Лютикоцветные |  |                                               |                                               | подсемейство Лютиковые (Ranunculoideae) |  |                                                   |                                                   | род Борец, или Аконит                     |  |  |  |                         |                      |  |  |
|  | порядок Лютикоцветные |  |                                               |                                               |                                         |  |                                                   |                                                   |                                           |  |  |  |                         |                      |  |  |
|  |                       |  | ещё десять семейств (согласно Системе APG II) | ещё десять семейств (согласно Системе APG II) |                                         |  |                                                   | ещё восемь триб (согласно Системе APG II)         | ещё восемь триб (согласно Системе APG II) |  |  |  | ещё от 250 до 300 видов |                      |  |  |
|  |                       |  |                                               | ещё десять семейств (согласно Системе APG II) |                                         |  |                                                   |                                                   | ещё восемь триб (согласно Системе APG II) |  |  |  |                         |                      |  |  |